# هامفری چهارم، ارباب تورون
هومفری چهارم، ارباب تورون (به انگلیسی: Humphrey IV of Toron)، یکی از اربابان تورون و پادشاه اورشلیم بود که با ازدواج با ملکه اورشلیم، ایزابلا توانست تاج و تخت اورشلیم را بدست بگیرد. وی در جریان جنگ صلیبی سوم از افراد تأثیرگذار در جبهه صلیبیون به‌شمار می‌رفت.